# Bocula quadrilineata
Bocula quadrilineata là một loài bướm đêm thuộc họ Noctuidae. Nó được tìm thấy ở Borneo.